# Buče, Kozje
Buče este o localitate din comuna Kozje, Slovenia, cu o populație de 145 de locuitori.